# Dan-Mircea Popescu
Dan-Mircea Popescu (n. 6 octombrie 1950, Ploiești, România) este un fost senator român în legislatura 1992-1996, ales în județul Prahova pe listele partidului FDSN. În legislatura 2008-2012 Dan-Mircea Popescu a fost deputat PSD de Ialomița. A fost ministru în Guvernul Văcăroiu și în Guvernul Năstase.

## Date biografice
Dan-Mircea Popescu a crescut la București, Câmpina și Brașov unde a urmat cursurile liceului nr. 3 (Mesota). 
Dan-Mircea Popescu este absolvent al Facultății de drept a Universității București. În  timpul regimului comunist Dan-Mircea Popescu a lucrat la Academia de Științe Politice "Ștefan Gheorghiu" din București. Este căsătorit cu Victoria Popescu, fost Ambasador al României în Suedia. Are un copil dintr-o căsătorie precedentă.

## Activitate politică
După Revoluția din 1989, a fost membru al CFSN și al CPUN. La 1 iulie 1990, Dan-Mircea Popescu a fost numit în funcția de consilier prezidențial, cu rang de prim-adjunct al ministrului, în cadrul Departamentului de analiză politică al Președinției României, la Direcția pentru politică internă.. A fost apoi ministru de stat însărcinat cu calitatea vieții și protecția socială între 30 aprilie și 16 octombrie 1991, în cel de-al doilea guvern Petre Roman. Între 16 octombrie 1991 și 19 noiembrie 1992 a fost ministrul muncii și protecției sociale în guvernul Stolojan, continuând în aceeași funcție în guvernul Văcăroiu până în 11 decembrie 1996. A mai ocupat funcția de ministru al muncii și solidarității sociale în guvernul Năstase între 14 iulie-28 decembrie 2006.
Activitate parlamentară: Senator (1992 - 2000); Vice-președinte al Biroului Permanent al Senatului (1992); Președinte- Comisia Economică (2000-august 2003); Membru - Comisia Economică, până în decembrie 2003; Vice-președinte al Senatului (din septembrie 2003); Președinte - Comisia pentru muncă și protecție socială (1996-2000); Senator 2000-2004; Președinte în Grupul de prietenie România-Republica Federală Germania; membru în grupurile parlamentare de prietenie cu Regatul Suediei și cu Regatul Hașemit al Iordaniei. În legislatura 2004-2008, Dan-Mircea Popescu a inițiat 18 propuneri legislative din care 2 au fost promulgate legi. În legislatura 2008-2012, Dan-Mircea Popescu a inițiat 12 propuneri legislative din care 2 au fost promulgate lege și a fost membru în grupurile parlamentare de prietenie cu Republica Austria și Republica Federală Germania.